# Ilanz/Glion (Stadt)

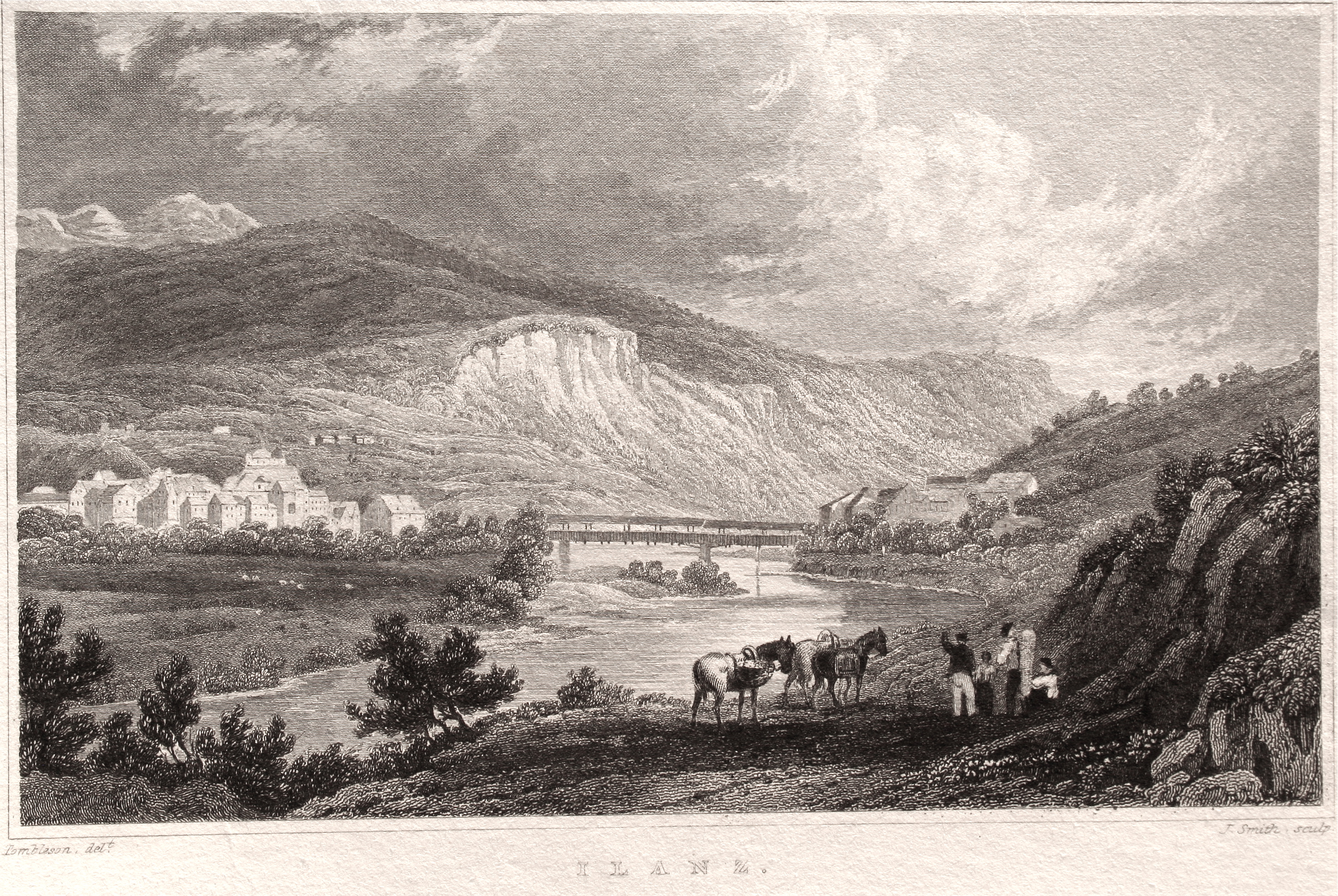
Ilanz um 1830

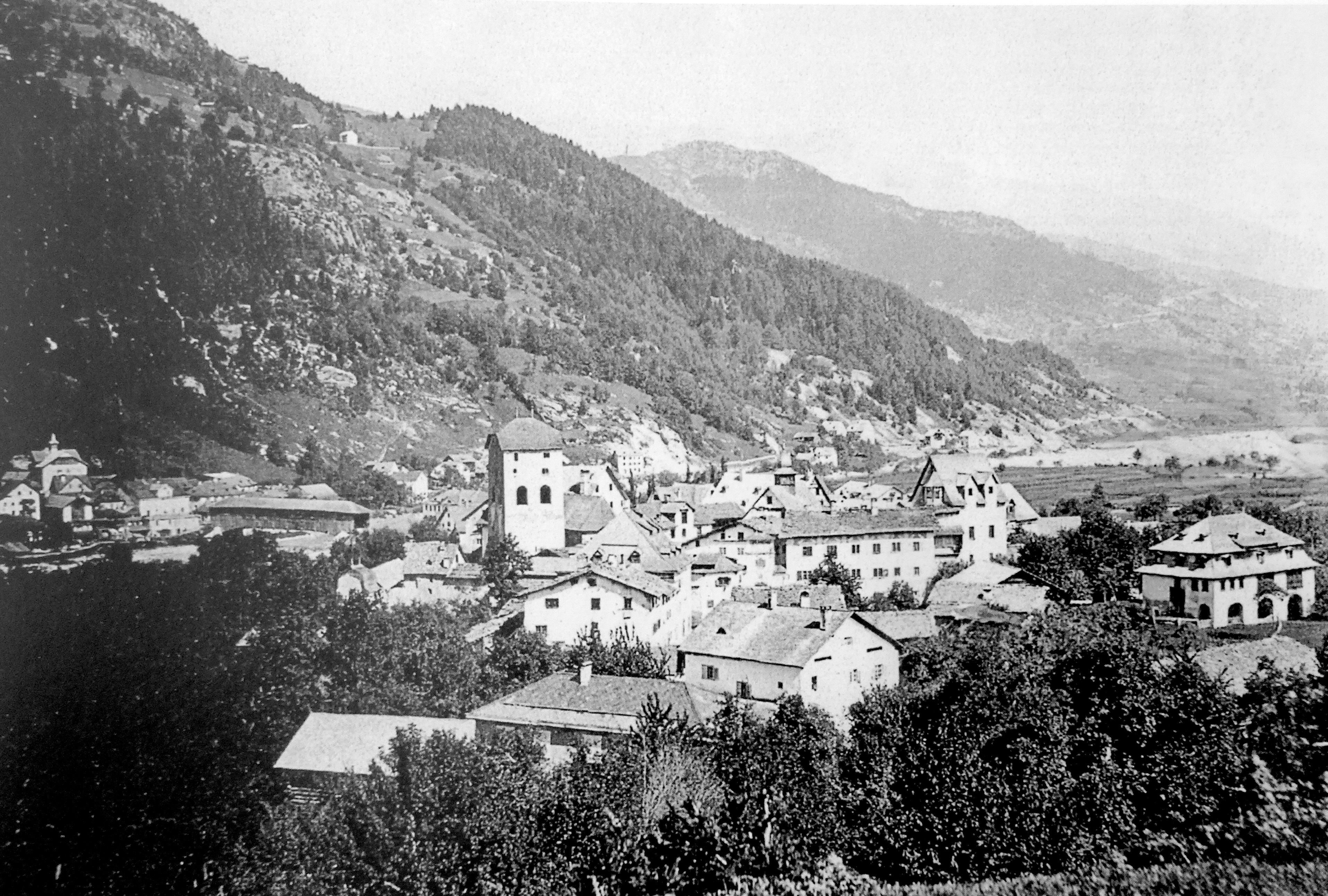
Die erste bekannte Aufnahme, um 1870, Ansicht von Südwesten

Historisches Luftbild aus 600 m von Walter Mittelholzer von 1923

Ilanz/Glion (deutsch Ilanz [ˈilants], rätoromanisch Glion [ʎɔn]ⓘ) ist eine Kleinstadt in der Gemeinde Ilanz/Glion, Kanton Graubünden.
Bis zum 31. Dezember 2013 gehörte die Stadt zur gleichnamigen politischen Gemeinde Ilanz, die aus der Stadt sowie seit 1978 Strada im Oberland bestand. Zusammen hatten die beiden Orte 2353 Einwohner (31. Dezember 2012). Seit dem 1. Januar 2014 gehören sie zur neuen Gemeinde Ilanz/Glion, die aus einer Fusion von Ilanz, Hauptort des ehemaligen gleichnamigen Kreises, mit den damaligen Gemeinden Castrisch, Duvin, Ladir, Luven, Pigniu, Pitasch, Riein, Rueun, Ruschein, Schnaus, Sevgein, Siat entstand. Die Gemeinde wirbt mit dem Motto «Die erste Stadt am Rhein».

## Lage
Die Stadt liegt am Vorderrhein inmitten der weiten Mulde Gruob, am Eingang des Tals Lugnez, wenige Kilometer oberhalb der Rheinschlucht Ruinaulta. Als regionales Verwaltungszentrum, Sitz des Regionalspitals, Markt- und Schulort bildet Ilanz den Mittelpunkt der unteren Surselva.

## Geschichte

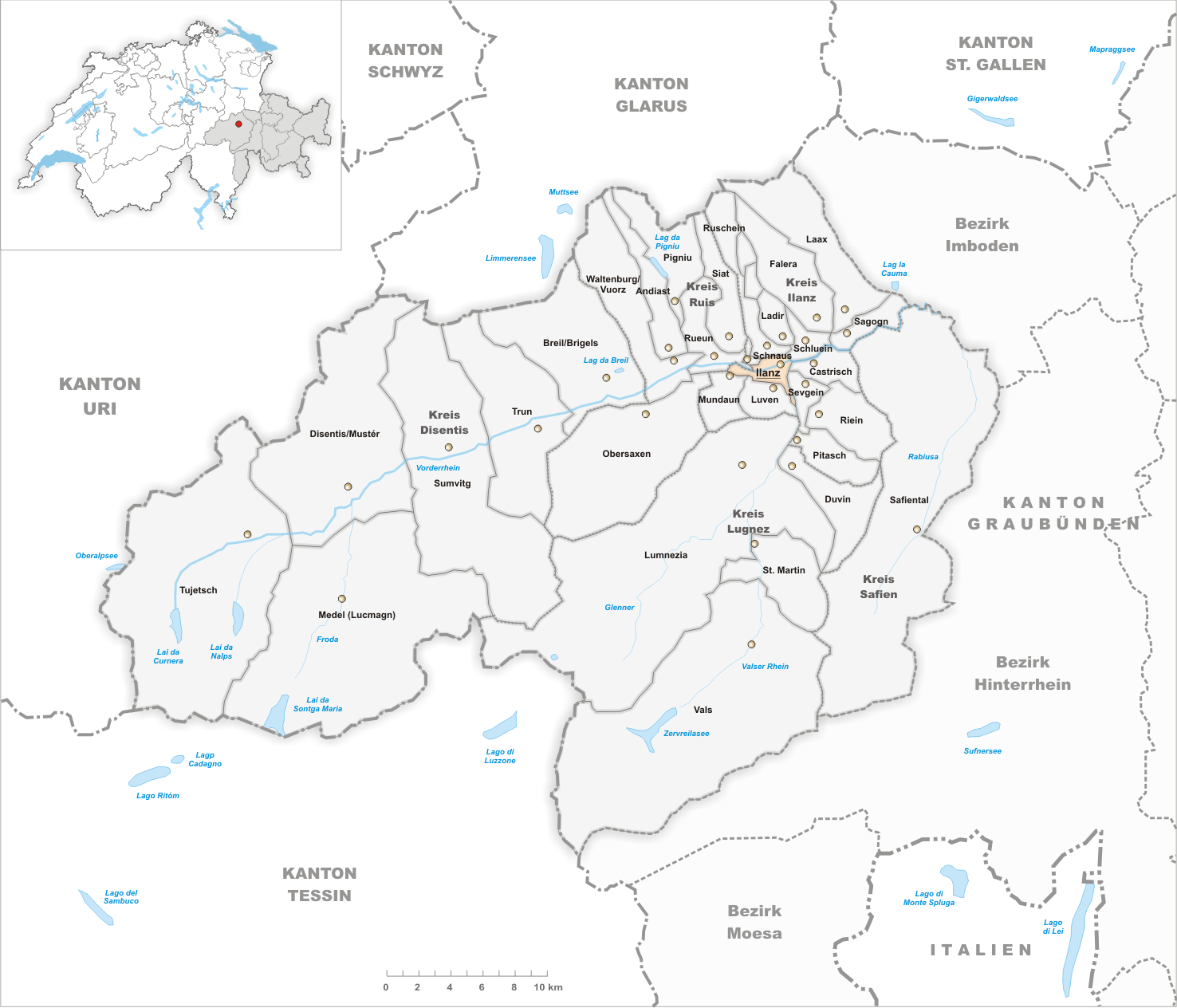
Gemeindestand vor der Fusion am 1. Januar 2014

Die 765 im Testament von Bischof Tello urkundlich erwähnte Siedlung wird 1289 als Stadt unter dem Namen Illiande genannt. Die Bedeutung des Namens ist ungeklärt; von Johann Ulrich Hubschmied vorgeschlagenes «Kornscheune» ist fragwürdig.
Zu Beginn des Mittelalters bestanden drei Siedlungskerne: Ober-Ilanz bei der Kirche St. Martin, Unter-Ilanz im heutigen Städtli und St. Nikolaus am linken Ufer des Vorderrheins. Zentrum des Ortes war vorerst wohl Ober-Ilanz, wo die bäuerliche Markgenossenschaft ihren Sitz hatte. Hier residierte auch der Minister des fränkischen Königs für den Verwaltungsbezirk Tuverasga, zu dem die ganze Gruob gehörte.
In Unter-Ilanz, im Bereich der St. Margarethenkirche und der Casa Gronda lag der bischöfliche Grosshof, den Bischof Tello 765 dem Kloster Disentis vermacht hatte.
Die Bedeutung von Ober-Ilanz wurde bald von Unter-Ilanz abgelöst. Mit dem Zerfall der fränkischen Herrschaft hatte Ober-Ilanz seine Bedeutung als Sitz des Ministers verloren. Zudem war die Bedeutung des Grosshofs des Klosters Disentis in Unter-Ilanz gewachsen, da die Abtei ab dem 10. Jahrhundert an politischer und wirtschaftlicher Bedeutung gewann. Auch nahm der Verkehr über den Lukmanierpass zu, so dass das an der Lukmanierroute gelegene Unter-Ilanz an Bedeutung gewann.
Der dritte Siedlungskern St. Nikolaus dürfte trotz fehlenden Hinweisen in Urkunden aufgrund siedlungshistorischer Überlegungen gleich alt, wenn nicht älter sein als das Städtli-Quartier; Bodenfunde belegen, dass der Lukmanierweg schon in urgeschichtlicher Zeit hier vorbeigeführt haben muss.
Durch die wirtschaftspolitische Vorzugsstellung am Rhein erlangten die Ilanzer vermutlich in der zweiten Hälfte des 13. Jahrhunderts das Stadtrecht. Das Privileg einer Stadt umfasste nach mittelalterlichem Recht den Anspruch auf eigenen Markt, eigenes Gericht und auf Stadtmauern.
Während das Marktrecht der Ilanzer unbestritten blieb, gelang es ihnen nicht, sich in gerichtlichen Dingen von der Gruob zu lösen. Immerhin erhielt die Stadt ein sogenanntes Stadt- oder Bürgergericht, das kleinere Streitigkeiten beilegen konnte und für fremde Marktleute zuständig war, die sich innerhalb der Mauern aufhielten.
Auch das Recht auf Mauern nützten die Ilanzer. 1390 besass das Städtchen Mauern und Tore, denn ein Vertrag aus diesem Jahr meldet, dass Freiherr Caspar von Sax dem Stephan Sporer zu Erblehen gegeben habe ain hoffstat gelegen ze Inlantz in der stat bi dem undern tor an der ring muren under dem nüwen ärggel (Erker) von Rüdis Schniders hus.
Der gleiche Vertrag von 1390 erwähnt auch ein stat recht und gewonhait ze Inlantz. Von dessen genauerem Inhalt erfährt man erst um 1529 beziehungsweise 1534 mehr: dann sy (die Ilanzer) vii ordnung in irer stattrecht haben mit hofstetten, techeren, gassen, ödgesselynen (kleinen Gässchen) … ouch so habent sy ein schwer Brucken zu halten und ouch viI ander beschwerden, es sy mit wuren oder bannholtz … ouch andre ufsatzung von des fürs wegen und ouch um ire ordnung der würten (Wirte) halben uszeschenken. Offenbar enthielt das städtische Gesetz eine Art Bauordnung, Regelungen für Brückenbau und Wuhren sowie eine Feuerpolizei- und Wirtschaftsordnung.
Ilanz war jedoch trotz Stadtrecht keine freie Stadt wie etwa die Reichsstädte Zürich und Bern, sondern gehörte einem Stadtherrn, der Anspruch auf zahlreiche Entschädigungen in Form von Zinsen und Zöllen besass und von den Bürgern eine Steuer für den Schutz gegen feindliche Angriffe erhob.
Herren der Stadt waren im ausgehenden 13. und 14. Jahrhundert die Freiherren von Belmont, benannt nach ihrer Burg Belmont in der Nähe von Fidaz. Die Belmonter, denen fast die ganze Gruob und das Lugnez gehörten, mussten 1352 ihren Besitz gegen den Herrn von Werdenberg-Heiligenberg verteidigen, der mit seinen Truppen in die Gruob eindrang und Ilanz brandschatzte. 1483 zerstörte ein Brand die Stadt und die St. Margarethenkirche. Die Jahreszahl 1513 am Erdgeschoss des Obertors weist darauf hin, dass die Stadt relativ bald wieder aufgebaut wurde.
1371 wurden die Freiherren von Sax-Misox die Stadtherren von Ilanz; sie hatten nach dem Tod des letzten Belmonters dessen Erbschaft angetreten. Unter ihnen begann für Ilanz ein rascher Aufstieg zu gesamtbündnerischer Bedeutung. Hier schlossen 1395 Abt Johannes von Disentis, ein gebürtiger Ilanzer, Graf Albrecht von Sax-Misox sowie Freiherr Ulrich der Mächtige von Rhäzüns den Landfriedensvertrag Part Sura, der die Grundlage des später in Truns erweiterten Grauen Bundes bildete. Die Bedeutung von Ilanz reichte bald über das eigentliche Bundesgebiet hinaus, war es doch nach der Vereinigung der Drei Bünde mit Chur und Davos im Turnus Tagungsort der allgemeinen Bundesversammlung, der obersten Behörde des bündnerischen Freistaates.
Ilanz’ zentrale Bedeutung gewann im Zeitalter der Reformation noch an Bedeutung. In der St. Margarethenkirche wurden zu Beginn des 16. Jahrhunderts die für die Reformation in Bünden entscheidenden Disputationen abgehalten. Die Ilanzer Disputation, ein im Januar 1526 abgehaltenes religiöses Streitgespräch, bereitete den Boden für die Reformation in Graubünden, das sich zu einem konfessionell gemischten Staatswesen entwickelte. In den Ilanzer Artikeln vom 25. Juni 1526 wurden die Rechte der Gemeinden gegenüber dem Churer Bischof entscheidend gestärkt. Ilanz ist einer der zehn Schweizer Orte, die 2017 vom Evangelischen Kirchenbund das Etikett «Reformationsstadt» verliehen bekommen haben. In der gleichen Kirche trat 1538 auch die erste evangelisch-rätische Synode zusammen. Ilanz wurde reformiert und blieb es rund dreihundert Jahre. Im 19. Jahrhundert führten zugewanderte Katholiken den katholischen Glauben wieder ein und bauten im Zentrum der heutigen Stadt 1879 eine Kirche.
1546 bis 1563 fand der verfolgte Tiroler Leopold Scharnschlager in Ilanz Zuflucht und arbeitete hier als Schulmeister. Im Untergrund wirkte er als Führer einer kleinen Täufergemeinde.
In den Bündner Wirren des beginnenden 17. Jahrhunderts war Ilanz auf der Seite der Franzosen und Venezianer. Für Unterschlupf, das manchem Gegner Spaniens gewährt wurde, musste die Stadt unter österreichischer Besetzung büssen. Als Folge von Not und Armut machte sich der Hexenglaube breit, der in Ilanz während einiger Jahre zu zahlreichen Hexenprozessen führte.
Als im späten 17. und 18. Jahrhundert Bünden seiner geopolitischen Lage wegen von den Grossmächten Europas umworben wurde, nahm Ilanz durch die Familie Schmid von Grüneck regen Anteil am politischen Geschehen. Die Schmid von Grüneck waren das bedeutendste Geschlecht der Stadt. Die Familie erschien in Ilanz erstmals am Ende des 14. Jahrhunderts und starb im 18. Jahrhundert aus. 1544 wurde sie von Kaiser Karl V. in den Adelsstand erhoben und durfte das Prädikat «von Grüneck» tragen, nach der gleichnamigen Burg, die allerdings schon damals eine Ruine war. Der Initiative der Familie Schmid von Grüneck verdankte Ilanz auch die Hilfe der reformierten Städte Zürich und Bern beim Wiederaufbau der Mauern und beim Schmuck der Tore von 1715 bis 1717.
Als die Franzosen im ausgehenden 18. Jahrhundert die alte Staatsordnung auflösten und das Land 1803 als Kanton zur Eidgenossenschaft kam, verlor Ilanz seine Bedeutung als Bundeshauptort und als Tagungsort. Als Hauptort des Kreises Ilanz bewahrte es aber eine gewisse politische Bedeutung.

## Bevölkerung
| Bevölkerungsentwicklung | Bevölkerungsentwicklung | Bevölkerungsentwicklung | Bevölkerungsentwicklung | Bevölkerungsentwicklung | Bevölkerungsentwicklung | Bevölkerungsentwicklung |
| ----------------------- | ----------------------- | ----------------------- | ----------------------- | ----------------------- | ----------------------- | ----------------------- |
| Jahr                    | 1835                    | 1850                    | 1900                    | 1950                    | 2000                    | 2014                    |
| Einwohner               | 574                     | 663 *                   | 981                     | 1640                    | 2488                    | 4700                    |

Gegenüber dem früher vorherrschenden sursilvanischen Idiom des Rätoromanischen hat sich Deutsch als Umgangssprache mehrheitlich durchgesetzt. Dennoch gab anlässlich der letzten Volkszählung eine knappe Mehrheit der Bevölkerung an, regelmässig Romanisch zu sprechen, und die geplante Einführung einer zweisprachigen Primarschule dürfte die angestammte Sprache wieder etwas stärken.

## Religion

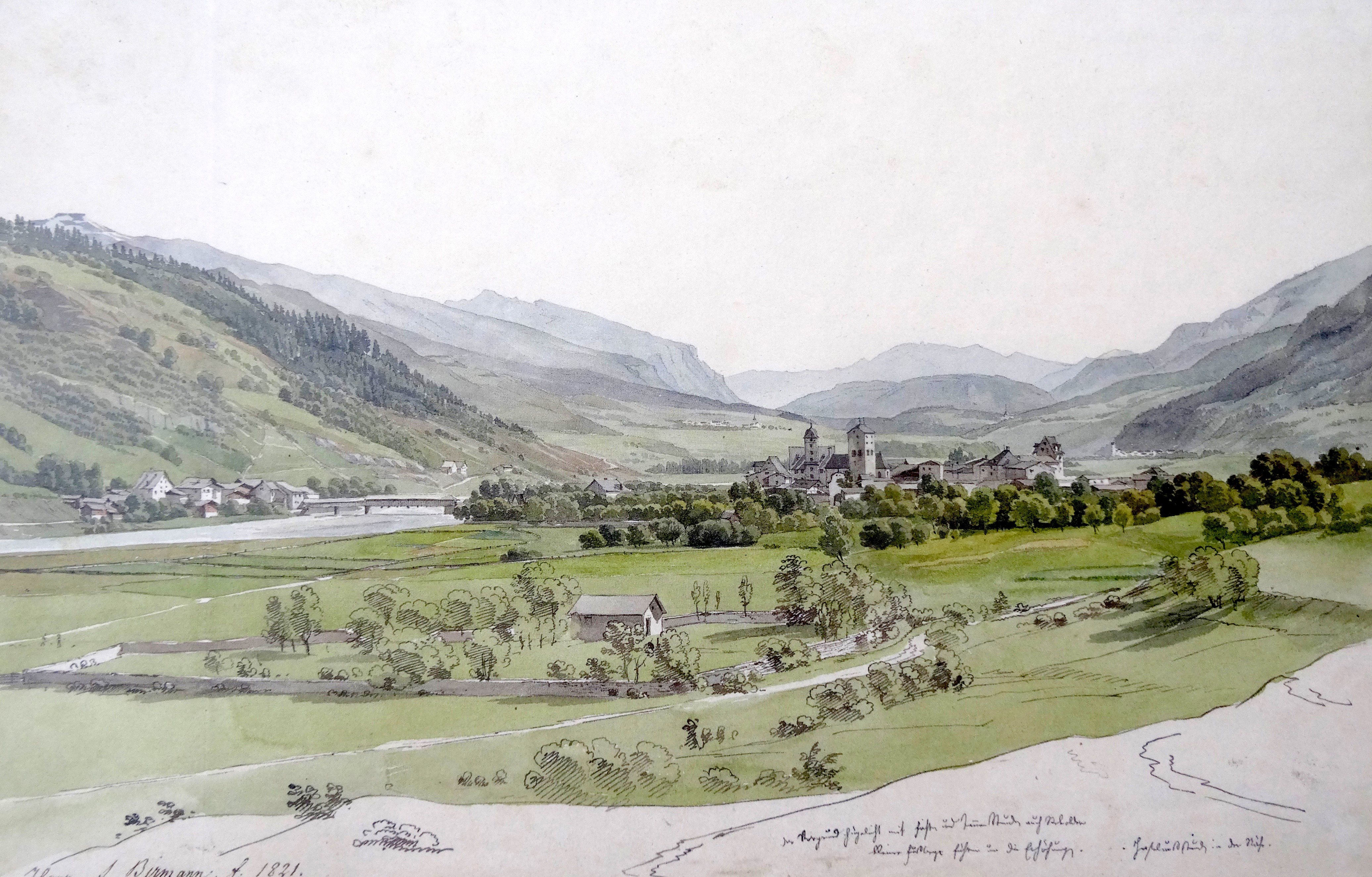
Ansicht von Westen. Aquarell von Samuel Birmann (1821)

Seit der 1526 eingeführten Reformation ist Ilanz traditionell eine reformierte Ortschaft. Infolge der Zuwanderung aus dem ganz überwiegend katholischen Umland haben sich die Mehrheitsverhältnisse im Laufe des 20. Jahrhunderts indes umgekehrt. In dem Zusammenhang stand 1919 die Gründung der Evangelischen Vereinigung Gruob und Umgebung.
Die eidgenössische Volkszählung aus dem Jahr 2000 ergab folgende konfessionelle Zugehörigkeit der Einwohner von Ilanz: 63,4 % römisch-katholisch, 22,5 % protestantisch, 8,4 % andere Religionsgemeinschaften, 3 % ohne Zugehörigkeit.
Die Stadt verfügt über drei Kirchen: die reformierte Kirche Ilanz (Margarethenkirche) im „Städtli“, die ebenfalls reformierte Martinskirche an der Strasse Richtung Lugnez und die römisch-katholische Pfarrkirche Maria Himmelfahrt.
In Ilanz bildete sich im 19. Jahrhundert die Ordensgemeinschaft der Ilanzer Dominikanerinnen. Seit 1970 bewohnt die Schwesterngemeinschaft das nach Plänen von Architekt Walter Moser neu errichtete Kloster Ilanz.
Mit seinem 1611 erstmals gedruckten Katechismus Ilg Vêr Sulaz da pievel giuvan (deutsch: Die wahre Freude des jungen Volkes) begründete der reformierte Pfarrer Stefan Gabriel die rätoromanischen Schriftsprache des surselvischen Idioms. Sein Sohn Lucius Gabriel übersetzte das Neue Testament Ilg Nief Testament da Niess Senger Jesu Christ (deutsch: Das Neue Testament von unserem Herrn Jesus Christus) in die gleiche neue Schriftsprache, das 1648 in Basel gedruckt und neunmal bis 1869 nachgedruckt wurde.
2016 erhielt Ilanz das Label Reformationsstadt in Europa, das von der Gemeinschaft Evangelischer Kirchen in Europa (GEKE) verliehen wurde, anlässlich des 2017 stattfindenden 500. Jubiläums der Reformation.

## Sehenswürdigkeiten
Im Städtli:
- Reformierte Stadtkirche (gotisch, wobei ein älterer Wehrturm einbezogen wurde).
- Katholische Pfarrkirche Maria Himmelfahrt[12][13]
- Reste der Stadtbefestigung mit Rotem Tor (Porta cotschna) und Obertor (Porta sura). Diese stammt aus dem Jahr 1513, den barocken Aufbau liess Johannes Gaudenz Schmid von Grüneck 1717 errichten.[14]
- Rathaus.[15]
- Bürgerhäuser: Casa Schmid,[16] Casa Gronda (1677),[17] Casa Carniec (seit 1988 Museum Regiunal Surselva), Gartenhaus.[18],
- Dominikanerinnenkloster Ilanz mit einem Glasfensterzyklus des Künstlers Max Rüedi.[19]
- Cinema Sil Plaz, Architekt: Capaul & Blumenthal – 2010: Hase in Gold,[20] 2013: Auszeichnung für gute Bauten Graubünden[21].
- 2016–2018: Wohn- und Geschäftshaus MARCAU, Architekt: Capaul & Blumenthal mit Dietrich Schwarz.[22]

Ausserhalb:
- Kirche Sogn Martin, ehemals Mutterkirche des Kirchenbezirks, heutiger Bestand aus dem 14. bis 17. Jahrhundert.[23]
- Etwas oberhalb von Ilanz, an der Strasse nach Ruschein, liegt die Ruine der Burg Grüneck.

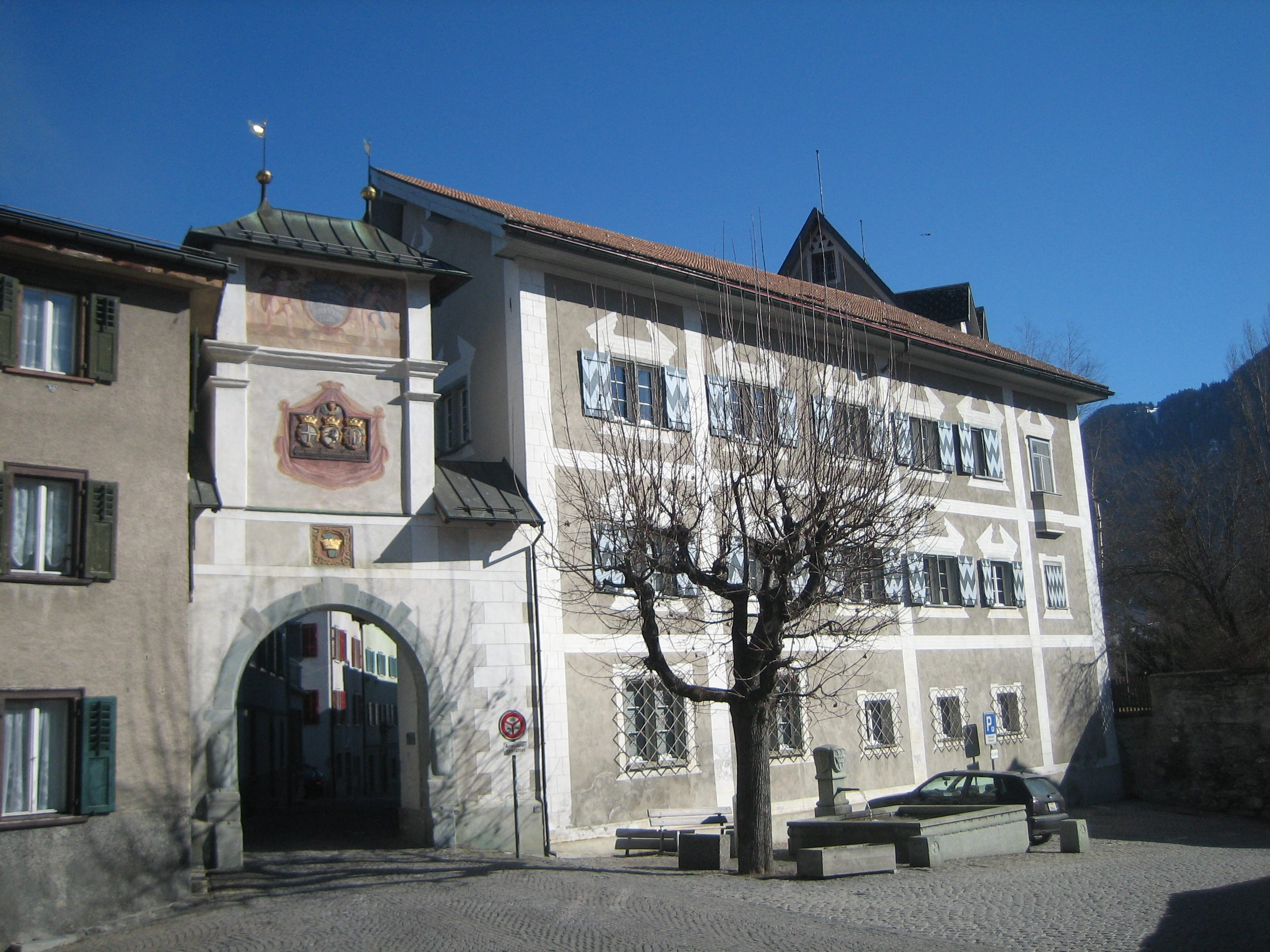
Porta Sura (2008)
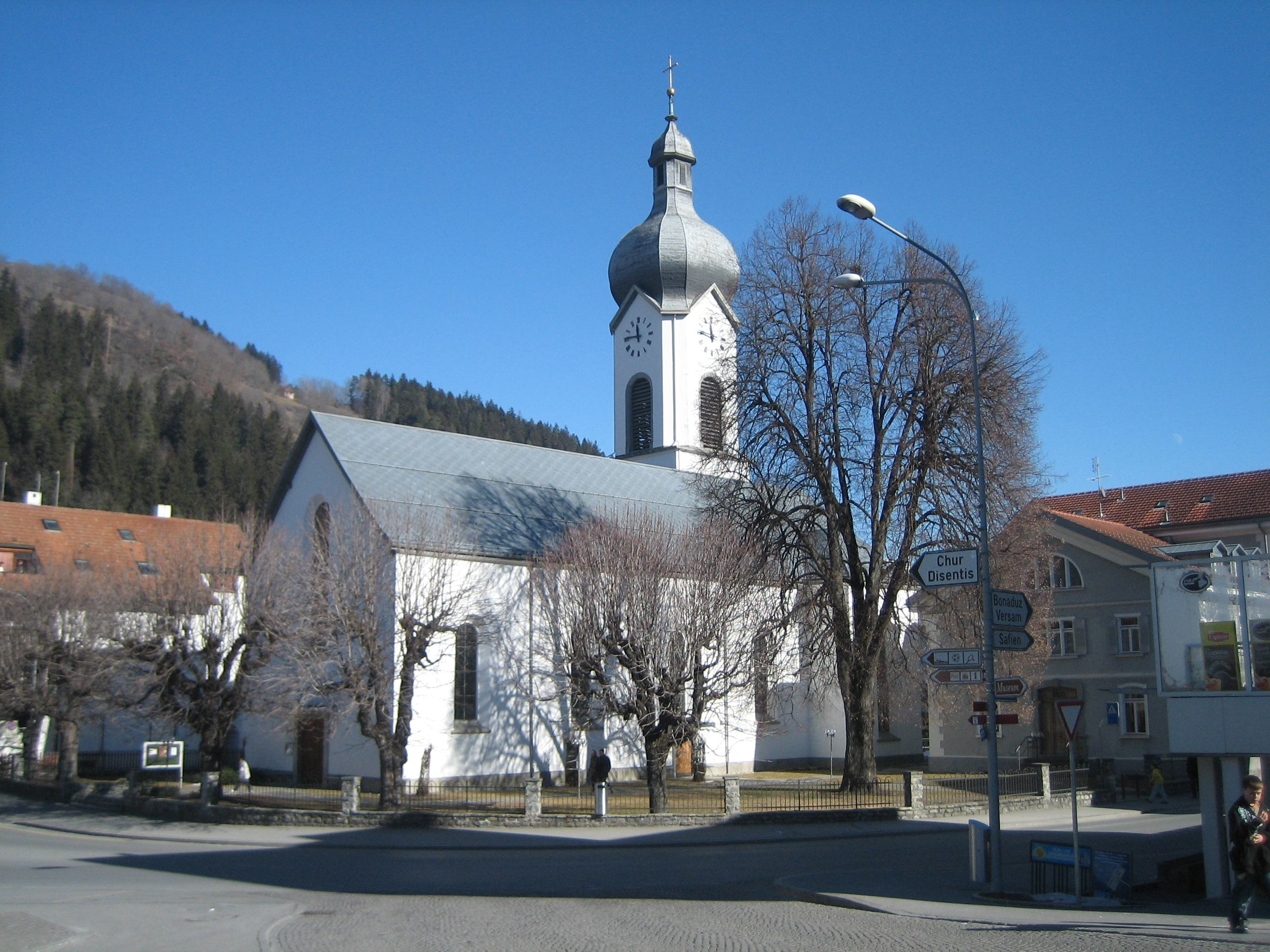
Katholische Kirche (2008)
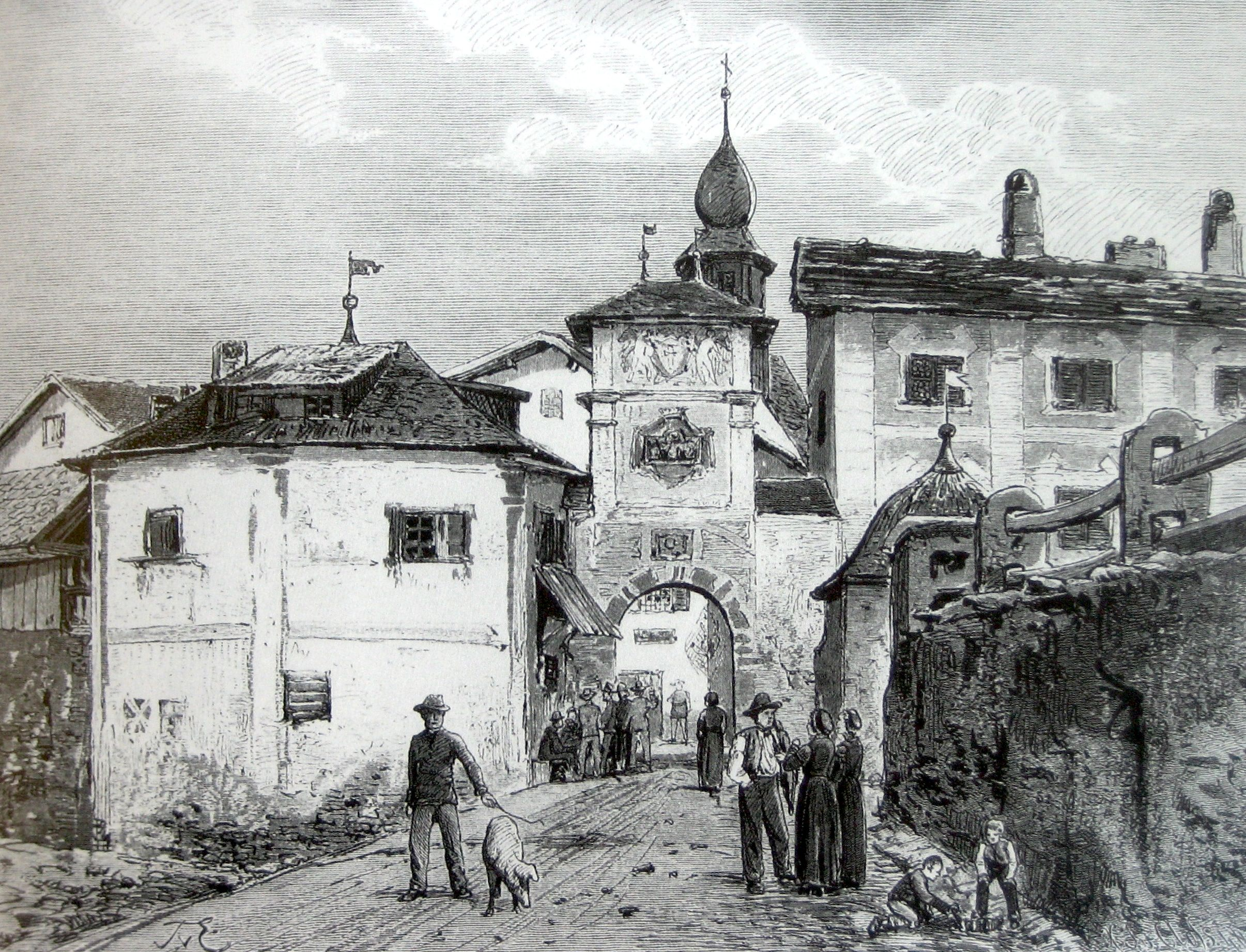
Die Porta Sura um 1865
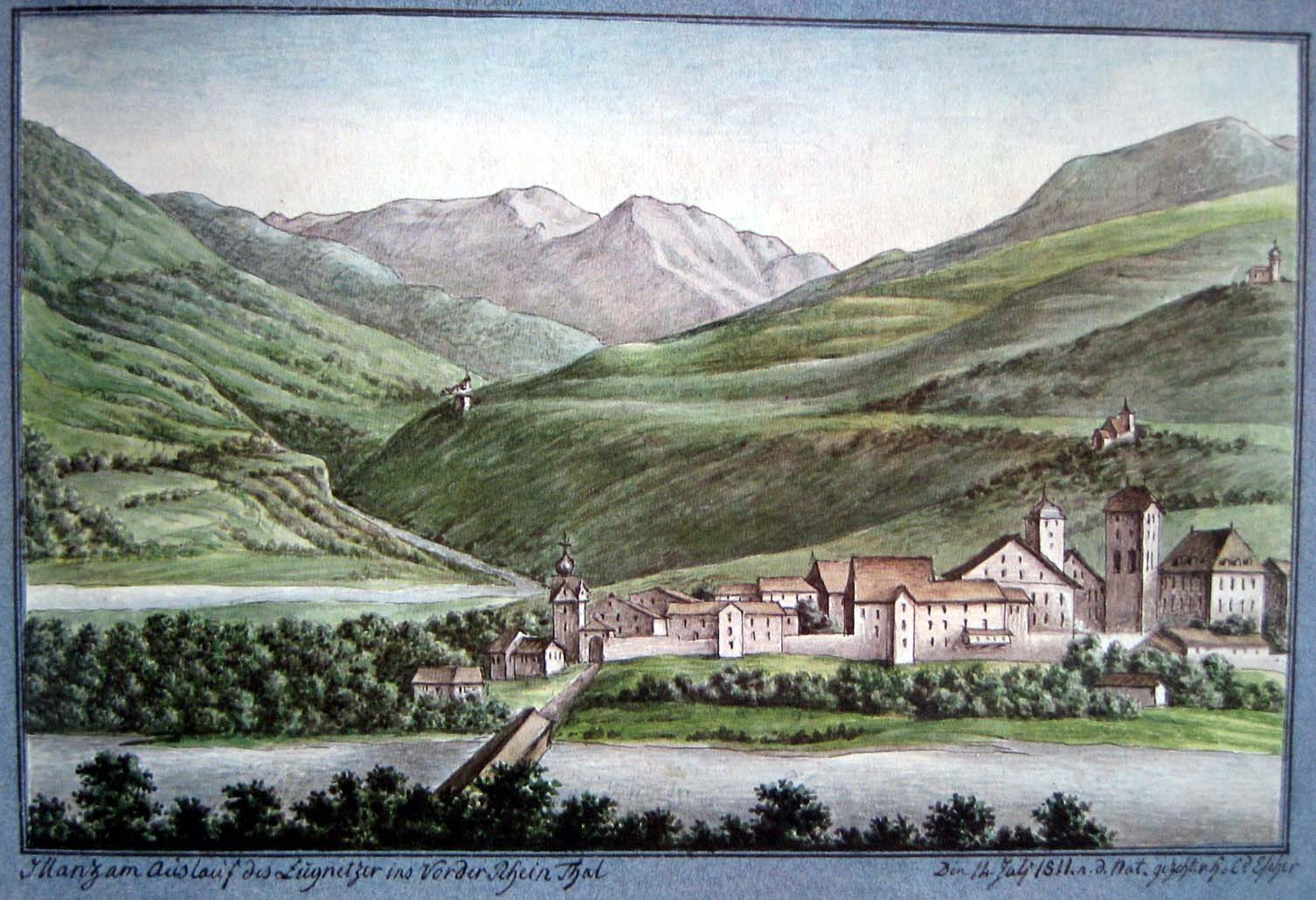
Ilanz am 14. Juli 1811, Aquarell von Hans Conrad Escher von der Linth
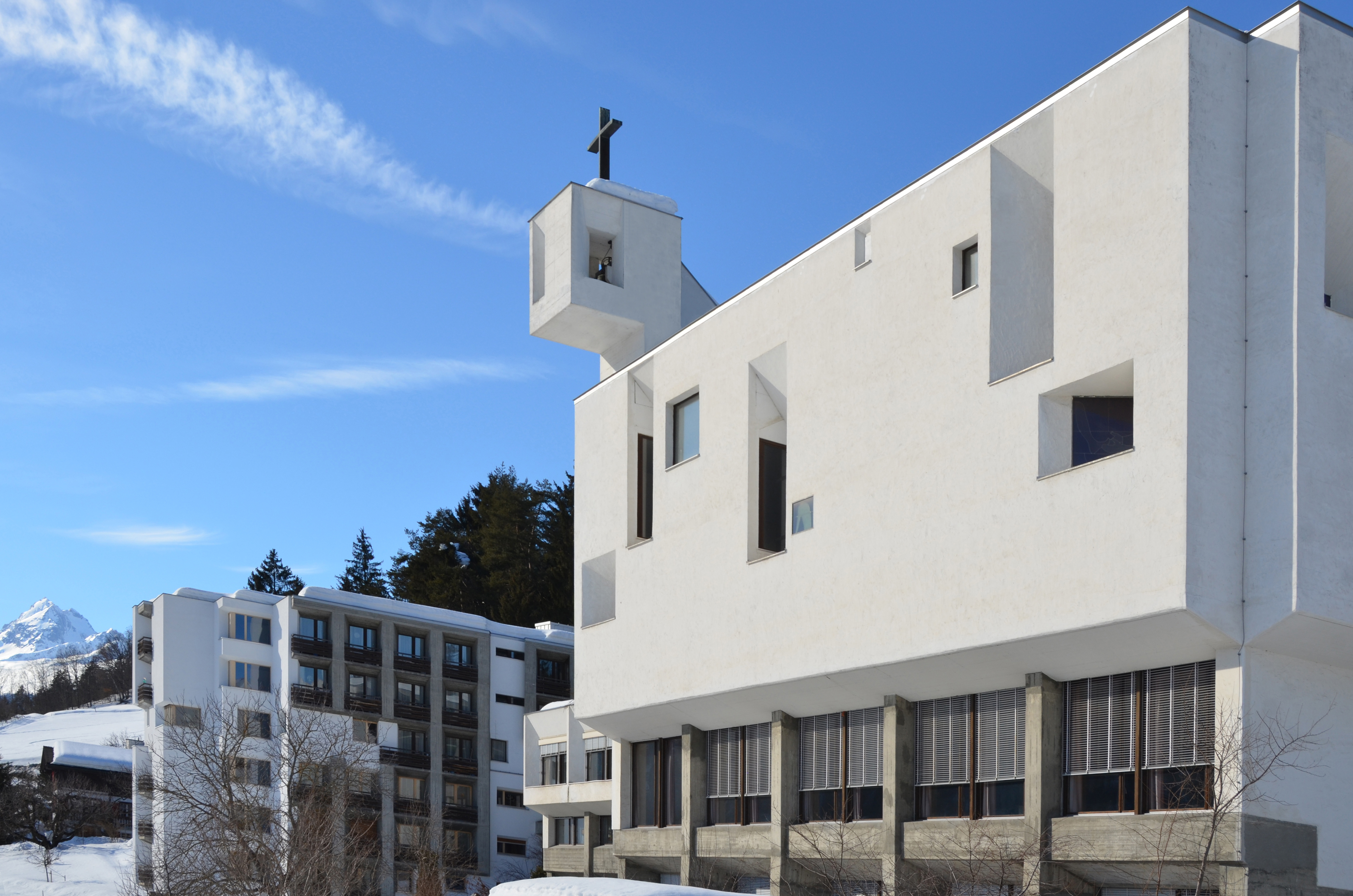
Kloster Ilanz (2011)

## Verkehr
Durch Ilanz führte die Oberländer Strasse von Chur über den Lukmanierpass ins Tessin. Bedeutsam für den Aufstieg des Städtchens war die Lage an einer Rheinbrücke – der ersten oberhalb von Reichenau.
Die Vorderrheinlinie der Rhätischen Bahn wurde 1903 bis zum damaligen Endbahnhof Ilanz eröffnet und 1912 bis Disentis/Mustér verlängert. Bis heute ist der Bahnhof Ilanz der wichtigste Zwischenbahnhof der Linie und weist ein hohes Güteraufkommen auf, unter anderem durch eine Verladestation für Mineralwasser.
Sternförmig von Ilanz ausgehende Postautolinien erschliessen die umliegenden Dörfer, darunter bekannte Ferienorte wie Flims, Laax, Obersaxen und Vals.
Nach einer Bauzeit von rund vier Jahren wurde am 10. August 2016 die Umfahrung Ilanz West in Betrieb genommen. Je ein Kreisel auf der Oberalpstrasse und der Lugnezerstrasse sollen zusammen mit der 267 Meter langen Rheinbrücke zu einer Reduktion des täglichen Verkehrs in Ilanz von etwa 9400 auf 4600 Fahrzeuge führen. Die Kosten betrugen rund 26 Millionen Franken.

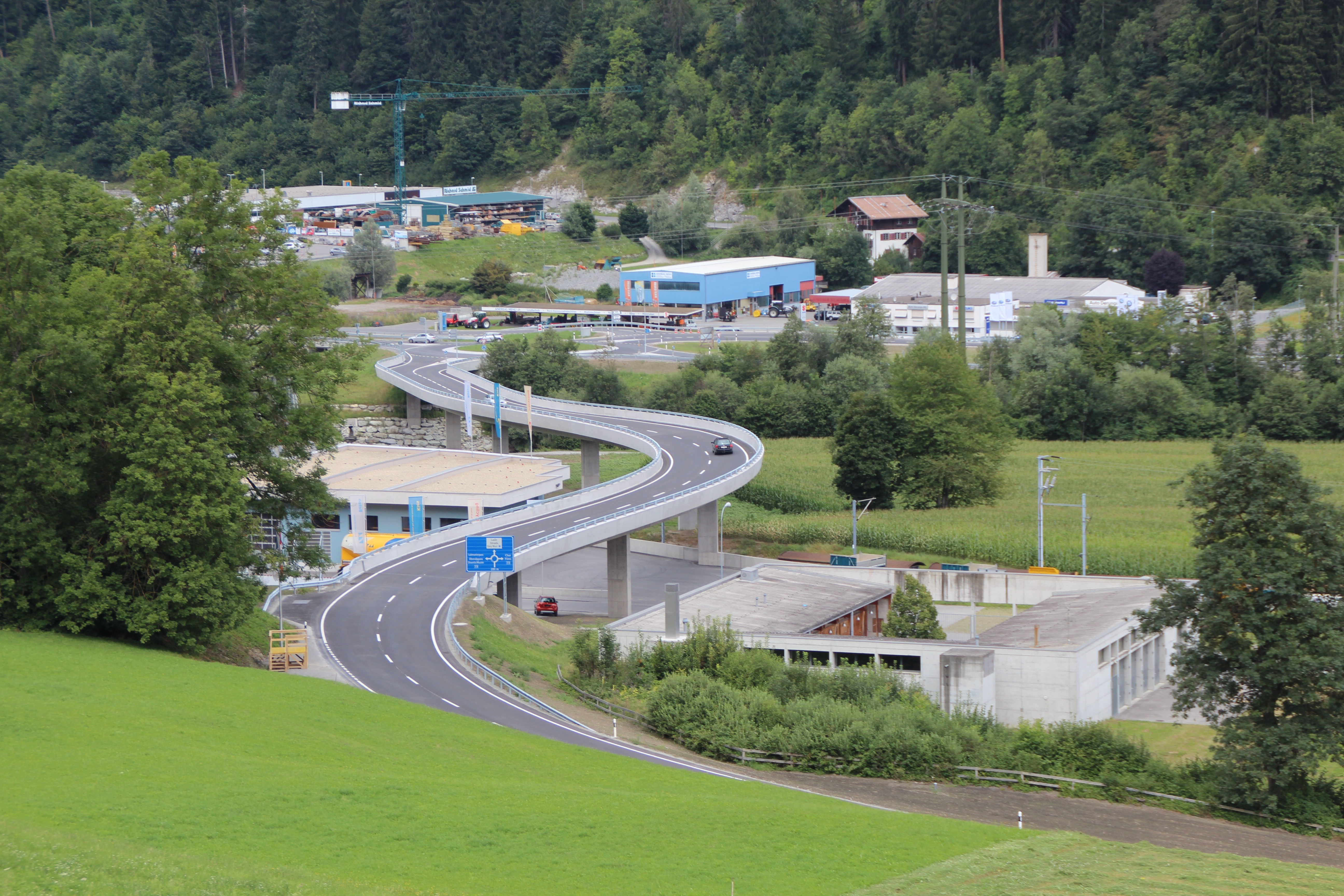
Westumfahrung (2016)
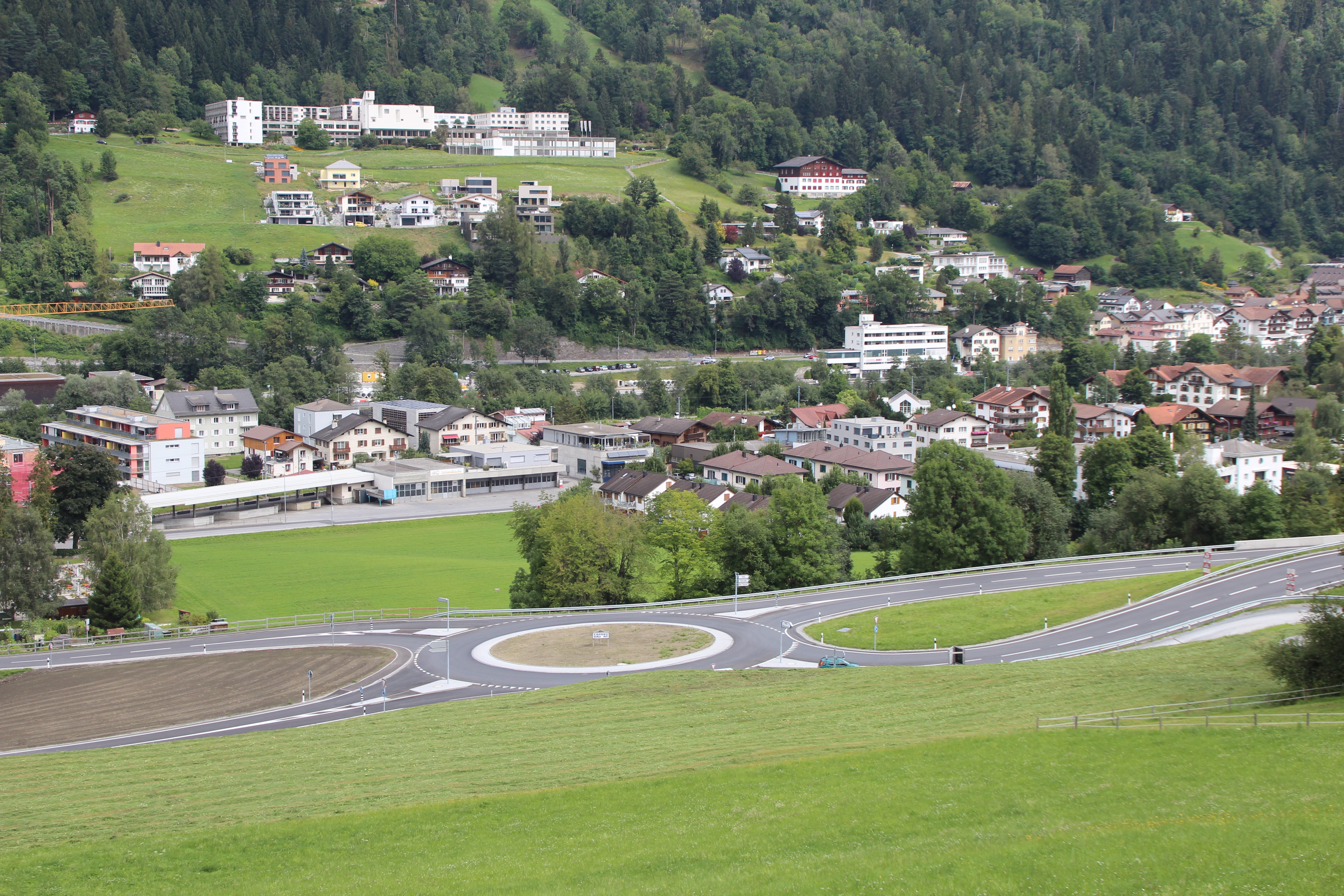
Neuer Kreisel an der Strasse ins Lugnez (2016)
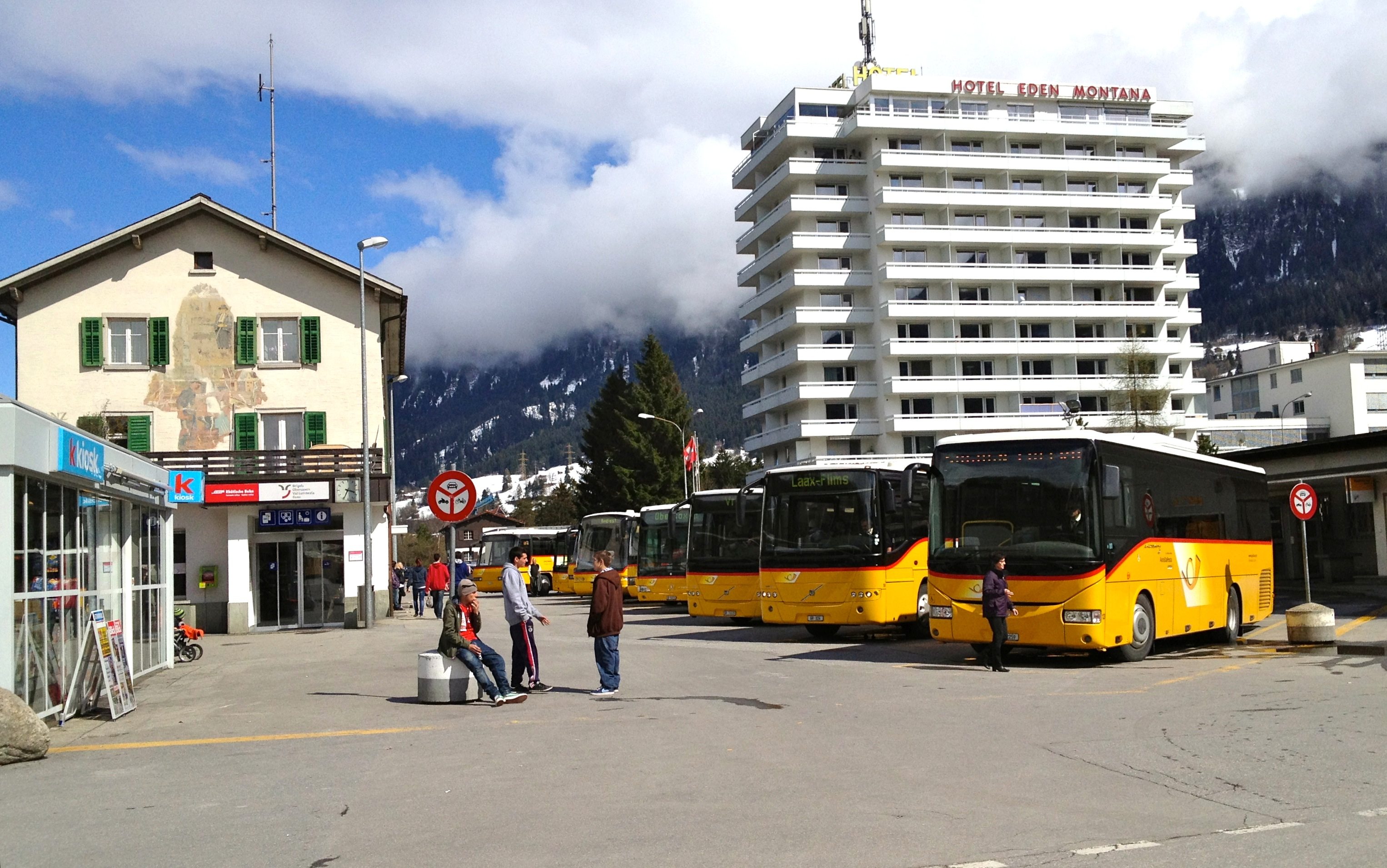
Bahnhof Ilanz mit wartenden Postautos (2012)

## Institutionen
Seit 1940 bestand in Ilanz die Bündner Fachschule für Pflege. Diese Schule wurde Ende 2011 aufgelöst zugunsten des Bildungszentrums Gesundheit und Soziales in Chur.

## Persönlichkeiten
- Leupold Scharnschlager (um 1485–1563), führende Persönlichkeit der Täuferbewegung; war ab 1546 Schulmeister in Ilanz und verstarb hier 1563
- Stefan Gabriel (1570–1638), evangelisch-reformierter Pfarrer in Ilanz 1599–1620 und 1626–1638 und Begründer der rätoromanischen Schriftsprache des surselvischen Idioms[9]
- Lucius Gabriel (1597–1663), evangelisch-reformierter Pfarrer in Ilanz 1623–1626 und 1638–1663 und Bibelübersetzer in die rätoromanische Schriftsprache des surselvischen Idioms[10]
- Men-Fort Gabriel (1608–1672), evangelisch-reformierter Pfarrer und Übersetzer
- Johannes Caprez (1701–1777), evangelischer Geistlicher und Pietist
- Balthasar von Castelberg (1812–1897), nichtresidierender Domherr der Diözese Chur und Bischöflicher Landesvikar, in Ilanz geboren
- Herkules Oswald (1823–1869), Jurist und Politiker, in Ilanz geboren
- Gustav Tobler (1855–1921), Historiker, in Ilanz geboren
- Emmy Cathomas-Meyer (1881–1972), in Ilanz, erste Ärztin der Surselva[25]
- Benedikt Momme Nissen (1870–1943), Maler und Schriftsteller, in Ilanz verstorben
- Flurin Maissen, geboren als Fidel Maissen (1906–1999), Benediktinerpater und Naturwissenschaftler, in Ilanz geboren
- Corina Casanova (* 1956), Bundeskanzlerin der Schweizerischen Eidgenossenschaft 2008–2015, in Ilanz geboren
- Reto Nay (* 1962), römisch-katholischer Priester und Exeget, in Ilanz geboren
- Christian Spescha (* 1989), Schweizer Skifahrer, in Ilanz geboren
- Mateo Matić (* 1996), schweizerisch-kroatischer Fussballtorhüter